# Субпрефектура Віла-Маріана
Субпрефектура Віла-Маріана (порт. Subprefeitura da Vila Mariana) — одна з 31 субпрефектури міста Сан-Паулу, розташована на північному сході міста. Її повна площа 26,5 км², населення близько 311 тис. мешканців. Складається з трьох округів:
- Віла-Маріана (Vila Mariana)
- Моема (Moema)
- Сауді (Saúde)

| Бразилія | Це незавершена стаття з географії Бразилії. Ви можете допомогти проєкту, виправивши або дописавши її. |